# Открытый простор (фильм, 2003)
«Открытый простор» (англ. Open Range) — вестерн 2003 года, в основе сюжета которого лежит роман Лорена Пэйна «The Open Range Men». Режиссёром и сопродюсером фильма стал Кевин Костнер, который также сыграл одну из главных ролей вместе с Робертом Дювалем и Аннетт Бенинг.

## Описание сюжета
Монтана, 1882 год. «Босс» Спирмен — рейнджер и скотовод на открытом просторе — земле, на которой в те времена дозволялось свободно пасти скот, независимо от формальной принадлежности её владельцу. Вместе со своими помощниками, Чарли Уэйтом, Мойсом Харрисоном и юным Габриэлем Баттоном, он прогоняет своё стадо через всю страну. Чарли — бывший ганфайтер и солдат, в годы Гражданской войны служивший в «особом отряде». С годами ожесточившийся, но сохранивший свою совесть, он испытывает чувство вины, поскольку в прошлом ему приходилось убивать не только вражеских солдат, но и мирных жителей.
Разбив в прерии лагерь, Босс отправляет Мойса за припасами в соседний городок Хармонвилль, который, как выяснилось, контролирует безжалостный ирландский помещик-иммигрант Дентон Бакстер, ненавидящий рейнджеров. По его указке местный шериф Пул со своими подручными сильно избивают Мойса и заключают его в тюрьму. Обеспокоенные долгим отсутствием друга, Босс и Чарли приезжают в негостеприимный посёлок, не без труда вызволив из заключения полуживого крепыша Мойса. В полицейском участке они встречают Бакстера, нагло потребовавшего, чтобы заезжие ковбои убирались восвояси с его земель. Единственным дружелюбно настроенным к гостям жителем Хамонвилля оказывается местный пьянчуга Перси, владелец конюшни. Травмы Мойса оказываются настолько серьёзными, что рейнджеры отвозят его к местному доктору Барлоу, в доме которого Чарли знакомится с сестрой последнего Сью. Ошибочно приняв её за супругу врача, Чарли поначалу стесняется общения, постепенно проникаясь тёплыми чувствами к умной и добросердечной девушке.
Вернувшись в прерию с перевязанным Мойсом, Босс и Чарли замечают на соседних холмах шпионов Бакстера, явно зарящихся на их скот, и решают проучить бандитов. Обнаружив лагерь последних, они слегка избивают их и запугивают, не зная, что в то же время более сильный отряд негодяев разоряет из собственный обоз, застрелив Мойса и тяжело ранив Габриэля. Разъяренные ковбои желают отомстить, но сначала им приходится на виду у всех снова вернуться в Хамонвилль, чтобы доктор Барлоу хоть чем-то помог истекающему кровью парнишке.
В доме врача, срочно вызванного Бакстером для лечения побитых храбрецами бандитов, находится лишь Сью, но ей не только удаётся оказать помощь Габриэлю, но и напоить чаем и накормить Босса и Чарли. Основательно подготовившись и всё как следует разведав, последние отправляются в город, который затопляет катастрофический ливень, жертвой которого едва не становится любимая собака местного погонщика Мака. Буквально чудом спасший пса Чарли обретает дружбу его хозяина, между прочим рассказавшего ему о родственных отношениях Сью и её брата-врача.
Решительные ковбои открыто навещают принадлежащий Бакстеру местный салун, публично припугнув его невежливого владельца. Затем отправляются к шерифу Пулу, избив его и усыпив украденным из докторского дома хлороформом. Заперев в собственной тюрьме обалдевшего от наглости законника-коррупционера, они дожидаются прихода его помощников, живо закованных и отправленных туда же.
Вернувшись в дом врача, Чарли решается признаться Сью в своих чувствах, после чего та вручает ему на счастье семейную реликвию — медальон своей покойной матери. Отправившись затем на конюшню, Чарли оставляет Перси записку, в которой завещает все деньги от продажи его снаряжения и седла на покупку для Сью приглянувшегося ему в местном магазине чайного сервиза, вместо случайно разбитого им накануне в её доме. После того как в притихшем городе появляется отряд головорезов Бакстера, напуганные жители начинают его покидать, дружно направившись к стоящей в отдалении церкви.
Тем временем Босс и Чарли, которым помогает укрывшийся на чердаке своей конюшни Перси, вступают в неравный бой с бандой. Первой жертвой ожесточённой перестрелки становится отвязный убийца Мойса — Батлер, после чего подручные ирландского помещика гибнут один за другим, пока, наконец, их главарю не удаётся взять в заложники Сью и раненого Баттона. Но воодушевлённые отвагой ковбоев горожане уже возвращаются, чтобы добить оставшихся в живых бандитов. После гибели шерифа израненный Бакстер запирается в тюрьме и отстреливается, пока Боссу, наконец, не удаётся ворваться в неё и свершить своё суровое правосудие.
Пока брат Сью ухаживает за пострадавшими, а жители хоронят убитых, раненый Чарли лежит на стойке салуна, попросив прийти к нему Сью, после чего та открыто признаётся ему в любви. Но воспоминания о прошлом не позволяют Чарли дать своё согласие сразу, и лишь после того как он, покинув город и отправившись в прерию, советуется с Боссом, друзья принимают окончательное решение оставить занятие скотоводством. Спирмен остаётся в Хармонвилле, чтобы купить свой салун, а Чарли воссоединяется, наконец, со Сью…

## В ролях
| Актёр           | Роль            |
| --------------- | --------------- |
| Кевин Костнер   | Чарли Уэйт      |
| Роберт Дюваль   | Босс Спирмэн    |
| Абрахам Бенруби | Мойс Харрисон   |
| Диего Луна      | Габриэль Баттон |
| Аннетт Бенинг   | Сью Барлоу      |
| Майкл Гэмбон    | Дентон Бакстер  |
| Дин Макдермотт  | Док Барлоу      |
| Ким Коутс       | Батлер          |
| Джеймс Руссо    | шериф Пул       |
| Питер Макнилл   | Мак             |
| Майкл Джетер    | Перси           |
| Йэн Трейси      | Том             |

## Критика
Фильм получил в основном положительные отзывы, получив оценку 79 % на сайте Rotten Tomatoes на основе 184 рецензий со средней оценкой 6,80 из 10. Согласно консенсусу сайта: «Открытый простор, получивший огромную выгоду от потрясающей химии между Кевином Костнером и Робертом Дювалем, представляет собой крепкий современный вестерн с классическими корнями».
Известный кинокритик Роджер Эберт дал «Открытому простору» три с половиной звезды из четырёх, назвав его «несовершенным, но глубоко захватывающим и прекрасно снятым вестерном». Питер Брэдшоу из The Guardian оценил фильм на четыре звезды из пяти, отметив, что Дюваль продемонстрировал свою лучшую актёрскую игру за всю карьеру.